# Джан-Карло Рота

Джан-Карло Рота (італ. Gian-Carlo Rota; 27 квітня 1932 — 18 квітня 1999) — італійсько-американський математик та філософ. Більшу частину своєї кар'єри він провів в Массачусетському технологічному інституті, де працював над галузями: комбінаторика, функціональний аналіз, теорія ймовірності та феноменологія.

## Ранні роки та навчання
Рота народився у Віджевано, Італія. Його батько, Джованні, архітектор та видатний антифашист, був братом математика Розетти, що була дружиною письменника Енніо Флаяно. Сім'я Джан-Карло покинула Італію, коли йому було 13 років, поїхавши до Швейцарії.
У 1950 році вступив до Прінстонського університету. А у 1953 році після захисту своєї дисертації з назвою «Про вирішення лінійних рівнянь у топологічних векторних просторах» під наглядом Вільяма Феллера, випустився з університету, отримавши бакалаврський ступінь. Згодом вступив до Єльского університету, де у 1954 отримав ступінь магістра. А у 1956 році після захисту докторської дисертації з назвою «Теорія розширення звичайних лінійних диференціальних операторів» під керівництвом Якоба Т. Шварца — отримав ще й ступінь доктора філософії.

## Кар'єра
Більшу частину своєї кар'єри Джан-Карло провів у Массачусетському технологічному інституті, працюючи там професором, де він був і досі залишається єдиною за весь час людиною, яка була призначена професором прикладної математики та філософії.
В додаток до його професорської діяльності в Массачусетському інституті технологій, Рота мав чотири почесні ступені: з Страсбурзького університету, Франція (1984), з Університету Л'Аквіли, Італія (1990), Болонського університету, Італія (1996) та Бруклінського політехнічного університету (1997). З 1966 він починає працювати як консультант в національній Лос-Аламоській лабораторії. Часто навідувався туди, щоб провести лекції, подискутувати, а також поспівпрацювати, особливо з його другом Станіславом Уламом. Також він був консультантом у корпорації RAND (1966—1971) і для Брукгейвенської національної лабораторії (1969—1973). Рота був обраний до Національної Академії Наук у 1982, був віце-президентом Американського математичного товариства з 1995-97, а також був членом багатьох різних математичних і філософських організацій.
Він викладав складний, але дуже популярний курс з ймовірності. Також він викладав комбінаторну теорію, диференціальні рівняння та програми числення. Серед багатьох його дивацтв, можна зазначити те, що він не міг викладати без пляшки Коли, а також те, що він роздавав призи своїм студентам, які ставили запитання на його парах, або вдало склали тест (призи були різноманітними і цікавими — це міг бути як шоколадний батончик Hershey, так і кишеньковий ніж).
Рота почав свою кар'єру як функціональний аналітик, але згодом змінив свій напрям і став видатним комбінаториком. Його серія з 10 статей про основи комбінаторики стала визначною в сучасній математиці. Він казав, що хотів, щоб його запам'ятали тільки через одну комбінаторну ідею — це відповідність між комбінаторними проблемами та проблемами розташування нулів в поліномі. Він працював над теорією алгебр інцидентності (що узагальнює теорію Мьобіуса 19 століття) і популяризував її серед комбінаториків, встановив умбральне числення на суворій основі, об'єднав теорію послідовностей Шеффера та поліноміальних послідовностей біномінального типу, а також працював над фундаментальними проблемами теорії ймовірності. Його філософіська робота значною мірою була пов'язана з феноменологією Едмунда Гуссерля.
У 1961 році Рота заснував журнал Advances in Mathematics («Успіхи в математиці»)

## Смерть
Рота помер від атеросклеротичного захворювання серця 18 квітня 1999 року, ймовірно, уві сні, в своєму будинку в Кембріджі, Массачусетс.